# Володимир-Волинська єпархія УПЦ (МП)
Володимир-Волинська єпархія (також Володимир-Волинська і Ковельська єпархія) — єпархія УПЦ на території західних районів Волинської області: Володимирського і Ковельського районів, а також міст Володимир, Ковель і Нововолинськ. Очолюється митрополитом Володимир-Волинським і Ковельським Володимиром Мельником.
Особливістю єпархії є те, що у деяких парафіях богослужіння звершуються за, так званим, галицьким обрядом, церквнослов'янською мовою з українською вимовою (київським ізводом).

## Передісторія
Єпархія вважає себе спадкоємницею давньої Володимирської єпархії, що існувала на Волині ще до Хрещення Русі, а у 992 році була заснована як складова частина Київської митрополії. Певний час єпархія відносилася до Галицької митрополії. У 1596 році приєдналася до Берестейської унії.
Православні краю перебували в підпіллі, поки внаслідок приєднання Волині до Російської імперії за другим поділом Речі Посполитої державною релігією на цих землях стало православ'я. Натомість греко-католицизм переслідувався, тож віряни і священики переходили в православну церкву. Спочатку новоприєднані землі в межах Російської православної церкви відійшли під юрисдикцію Мінської єпархії. У 1799 році для них була заснована окрема Волинська єпархія з центром в Житомирі. 1891 року в її складі створюється Володимир-Волинське вікаріатство.
Після Першої світової війни на територію сучасної єпархії поширювалася юрисдикція Волинської єпархії Польської православної церкви, після Другої світової — Волинської єпархії Українського екзархату. У жовтні 1990 року Український екзархат було перетворено на Українську православну церкву, самоврядну з правами широкої автономії. Волинська єпархія стала її складовою.

## Історія
3 травня 1996 року синод УПЦ МП виділив Володимир-Волинську єпархію зі складу Волинської. Першим єпископом було призначено преосвященнійшого кир Симеона (Шостацького) з титулом «єпископ Володимир-Волинський і Ковельський». Новій єпархії відійшло 8 північно-західних адміністративних районів Волинської області, в яких розміщено 12 благочинь. Діяло 167 церков і Милецький монастир, богослужіння звершували 148 священиків. Восени 1999 року церкві було передано будівлю Єпископського замочка у Володимирі.

## Устрій

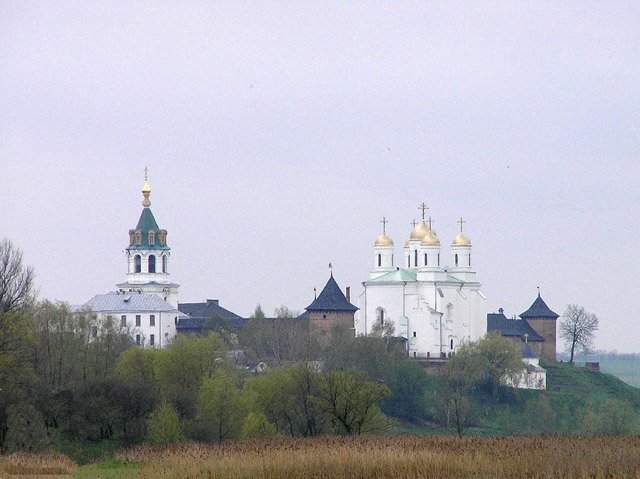
Зимненський монастир (сьогодні — ставропігійний)

Володимир-Волинська єпархія налічує 235 парафій. В них проходить служіння 220 священиків. Діють 5 монастирів, 180 недільних шкіл, у яких навчається 3 750 дітей.
При єпархії діють:
- Регентське духовне училище з трьохрічною формою навчання;
- Православний центр просвітництва та педагогіки у Нововолинську;
- Богословська студія та братство святителя Миколая і преподобного Іова у Ковелі;
- Благодійна їдальня для малозабезпечених людей у Ковелі.
- Щорічно проводиться літній табір для дітей-сиріт та фестиваль духовної і патріотичної пісні.
- Видаються: газета «Волинь Православна» і журнал «Наша Церква».[2]

### Монастирі
- Святогорський Успенський ставропігійний жіночий монастир (Зимне)
- Чоловічий скит Різдва святого Іоанна Предтечі (Вербка)
- Успенський чоловічий монастир (Низкиничі)
- Миколаївський чоловічий монастир (Мильці)
- Петропавлівський чоловічий монастир (Світязь)

## Правлячі архієреї
- Паїсій Виноградов, єпископ Володимир-Волинський, вікарій Волинської єпархії (7 липня 1891 — 16 липня 1902)
- Арсеній Тимофєєв, єпископ Володимир-Волинський, вікарій Волинської єпархії (16 липня 1902 — 25 серпня 1906)
- Михей Алексєєв, єпископ Володимир-Волинський, вікарій Волинської єпархії (25 серпня 1906 — 31 жовтня 1908)
- Фаддей Успенський, єпископ Володимир-Волинський, вікарій Волинської єпархії (16 липня 1902 — 25 серпня 1906; 28 січня 1917 — 1919)
- Полікарп Сікорський, єпископ Володимир-Волинський і Луцький, вікарій Волинської єпархії(1940 — 2 серпня 1941)
- Мануїл Тарнавський, єпископ Володимир-Волинський, вікарій Волинської єпархії (2 червня 1942 — 6 червня 1943), єпархіальний архієрей (6 червня — вересень 1943)
- Симеон Шостацький, архієпископ Володимир-Волинський і Ковельський, до 10 травня 2002 єпископ (4 травня 1996 — 10 червня 2007)
- Никодим Горенко, єпископ Володимир-Волинський і Ковельський (10 червня 2007 — 14 червня 2011)
- Володимир Мельник, митрополит Володимир-Волинський і Ковельський (з 14 червня 2011)